# Лихтенштейн, Карл Франц фон
князь Карл Борромеус Фрац Антон фон Лихтенштейн (нем. Karl Borromäus Franz Anton von und zu Liechtenstein; 23 октября 1790, Вена — 7 апреля 1865, Вена) — австрийский военный и придворный деятель, генерал от кавалерии (1851), оберст-гофмейстер (с 1849), кавалер ордена Золотого руна (1852).

## Биография
Представитель младшей ветви княжеского рода Лихтенштейнов. Родился в 1790 году в Вене и был старшим сыном князя Карла фон Лихтенштейна (1765–1795), в молодом возрасте погибшего на дуэли, и его супруги,  Марии Анны, урождённой графини фон Хевенхюллер-Метч (1770–1849). От отца, которого потерял в пятилетнем возрасте, унаследовал обширное поместье, расположенное в Моравии, в управление которыми вступил после совершеннолетия. До тех пор имением управляли опекуны, причём делали это так успешно, что за период, предшествовавший совершеннолетию князя, сумели купить для него второе имение на доходы от первого.
Карл фон Лихтенштейн получил домашнее образование. В 1810 году он поступил офицером в австрийскую армию в составе которой принимал участие в Наполеоновских войнах. В 1813 году был произведён в ротмистры, служил во 2-м Уланском полку, шефом которого являлся в те дни фельдмаршал Шварценберг. 
В 1819 году, после женитьбы, оставил армию и поселился в своем поместье. Однако, пять лет спустя вернулся на службу, и в дальнейшем быстро продвигался по служебной лестнице: майор (1826), полковник (1829), генерал-майор (1834). С 1825 года носил придворное звание камергера. В 1836–1842 годах Лихтенштейн был директором Зальцбургской кавалерийской школы. В 1840 году стал почётным шефом 9-го уланского полка. В 1842 году стал членом Гофкригсрата, а в 1844 году был повышен до фельдмаршал-лейтенанта. 
В 1849 году был назначен оберст-гофмейстером двора  (высшая придворная должность Австрии), которую занимал вплоть до своей смерти (1865). В 1849 году, по-прежнему являясь оберст-гофмейстером, получил звание тайного советника, а 1851 году был повышен до генерала от кавалерии.
По долгу службы большую часть времени проводил в Вене, однако, при этом довольно эффективно распоряжался своими моравскими поместьями, в дополнение к которым купил еще два — Будков и Гостим (современные чешские названия). 
Скончался в 1865 году в Вене и был похоронен в своём моравском имении в родовой усыпальнице Лихтенштейнов.

## Брак и дети
В 1819 году женился на графине Франциске (Фанни) фон Врбна-Фройнденталь (1799–1863), дочери обер-камергера Рудольфа фон Врбна-Фройнденталь. У пары было девять детей:
- Анна (1820–1900), кавалерственная дама ордена Звёздного Креста, супруга Фердинанда фон Трауттмансдорфа (1803–1859), 3 детей.
- Тереза (1822—1825)
- Элеонора (1825–1826)
- Карл Рудольф (1827–1899), полковник, член Палаты  господ, холост, бездетен.
- Фрэнсис (1830–1831)
- Элизабет (1832–1894) вышла замуж за князя Хуго Карла Зальм-Райффершайдта (1832–1890) в 1858 году, 5 детей.
- Франческа (1833–1894) вышла замуж за князя Йозефа Леонарда Д’Аренберга (1833–1896), сына Проспера Луи Д’Аренберга в 1865 году, одна дочь Франческа (1867—1867).
- Мария Йозефа (1835–1905), дама ордена Звездного Креста, вышла замуж за князя Фердинанда Бонавентуру Кински фон Вниниц унд Теттау (1834–1904) в 1856 году, 7 детей.
- Рудольф (1838–1908), который, как и его отец, был обер-гофмейстером и генералом от кавалерии, холост, бездетен.